# Witbrauwthraupis
De witbrauwthraupis (Kleinothraupis auricularis synoniem: Hemispingus auricularis) is een zangvogel uit de familie Thraupidae (tangaren).

## Verspreiding en leefgebied
Deze soort is endemisch in oostelijk Peru.